# Жул Мишле (броненосен крайцер)
Жул Мишле (на френски: Jules Michelet) е броненосен крайцер на ВМС на Франция от началото на 20 век. Той е развитие на крайцерите „Леон Гамбета“. Построен е в единствен екземпляр. Проектът получава развитие в „Ернест Ренан“.

## История на проекта
В началото на XX век Великобритания най-накрая признава ниската ефективност на своя флот от бронепалубни крайцери в задачата им да защитават комуникациите от рейдерите на противника, и преминава към масовото строителство на броненосни крайцери. Това предизвиква незабавен отговор на френското адмиралтейство, традиционно залагащо на крайцерската война против Британия и на превъзходството на фреските броненосни крайцери над британските бронепалубни. За да съхранят статуквото, французите залагат серията от много големите броненосни крайцери на типа „Леон Гамбета“, превъзхождащи по бойни възможности първите британски броненосни крайцери.

## Конструкция
По своята конструкция, крайцерът „Жул Мишле“ е почти идентичен с крайцерите от типа „Леон Гамбета“, имайки същите размери на корпуса и по-голяма, с 1500 тона, водоизместимост. Архитектурата на неговия корпус и надстройки повтаря тази на прототипа, различавайки се само по незначителни детайли.

### Въоръжение
Основното въоръжение на крайцера „Жул Мишле“ е съставено от четири от новите 194-мм 50-калибрени оръдия образец 1902 година. Тези оръдия са значително по-мощни и съвършени от предшестващите 40-калибрени оръдия. Те са разположени по две в двуоръдейни кули, една на носа на крайцера на полубака, и една на кърмата, на главната палуба. Тяхната скорострелност достига 4 изстрела в минута; далечината на стрелба надхвърля 14 километра.
Значително е изменено спомагателното въоръжение. То все още се състои от дванадесет 163-мм 45-калибрени скорострелни оръдия образец 1896 година, но тези оръдия вече са поставени в осем еднооръдейни кули – по четири на всеки борд – и четири каземата, два носови на горната и два кърмови на главната палуба. Така е значително увеличена живучестта на артилерията на спомагателния калибър.
Противоминното въоръжение се състои от двадесет и четири 47-милиметрови оръдия Хочкис, в каземати на горната палуба и на покривите на надстройките. Такова въоръжение вече не съответства на изискванията за борба с новите, по-големи и бързи разрушители; обаче, за броненосен крайцер то все още се счита за допустимо, тъй като опериращият в океана кораб едва ли ще бъде подложен на значителен риск от атака на миноносци. Като данък към традициите, крайцерът все още носи два 450-милиметрови подводни торпедни апарата в центъра на корпуса, стрелящи перпендикулярно на курса на кораба.

### Бронева защита
Броневата защита на „Жул Мишле“ съответства по схемата си на броневата защита на крайцерите от типа „Леон Гамбета“. Традиционен за французите брониран пояс по водолинията защитава борда от щевен до щевен; той е направен от круповска закалена стомана, която е по-здрава, отколкото бронята тип Харви. Височината на пояса се равнява на 3,5 метра, от които 1 метър се намира под водолинията. Дебелината на пояса в централната му част достига 150 милиметра; към горния ръб той изтънява до 120 милиметра, и по краищата неговата дебелина не превишава 100 милиметра (70 мм при горния ръб).
Подобно на крайцерите от типа „Леон Гамбета“, „Жул Мишле“ има две бронирани палуби, разделени от слой неголеми херметични отсеци, предназначени за локализация на повредите. Долната бронева палуба има дебелина от 45 милиметра; тя има скосове с дебелина от 65 милиметра по краищата, съединяващи се с долния ръб на броневия пояс. Горната бронева палуба има дебелина 35 милиметра, тя е плоска и се опира на горните краища на броневия пояс. Заедно те, главният пояс и скосовете на броневата палуба формират защита еквивалента на над 200 милиметра за жизненоважните части на кораба.
Кулите на главния калибър са защитени от 200 милиметрова броня, техните барбети се защитават от 180 милиметрови плочи. Кулите на спомагателния калибър са защитени от 165 милиметрови и 130 милиметрови плочи; техните барбети се защитават от 130 милиметрови плочи. Казематите на оръдията на противоминния калибър се защитават от 75 милиметрова броня.

### Силова установка
Силовата установка на крайцера е тривална; трите вертикални парни машини с тройно разширение, захранвани с пара от двадесет и осем котела „Дю Темпл“ осигуряват мощност от 30 000 к.с., което е достатъчно за достигането на 22,5 възела на мерната миля. Далечината на плаване на икономичните 10 възела съставлява 12500 км.

## Оценка на проекта
Явявайки се развитие на крайцерите от типа „Леон Гамбета“, крайцерът „Жул Мишле“ става още една стъпка в еволюцията на френските броненосни крайцери. По сравнение с прототипа, той има по-мощно въоръжение на главния калибър, и по-рационално разположено спомагателно въоръжение. Както и всички френски броненосни крайцери, той се отличава с прекрасна мореходност, ефективна бронева защита и до известна степен олекотено въоръжение.
По бойни възможности, крайцерът от този типа значително превъзхожда ранните британски броненосни крайцери от тип „Креси“ и „Дрейк“, толкова, колкото и малките броненосни крайцери от тип „Монмаут“ и „Девъншир“. Неговото брониране е разчетено за надежна защита по водолинията от попадения на неприятелските фугасни снаряди – способни да разбият борда и снижат скоростта на кораба – и, имайки превъзходство по скорост, „Жул Мишле“ винаги може да избяга на своите противници.
Фундаменталният недостатък на този кораб става проточилият се строеж. Заложен през 1904 г., крайцерът влиза в строй едва през 1908 г., когато появата на турбинните линейни крайцери във флотовете на Великобритания и Германия отведнъж правят броненосните крайцери остарели. Създаден за океанско рейдерство, „Жул Мишле“ отстъпва на линейните крайцери по скорост, а неговото въоръжение не представлява за тях никаква опасност.